# جبل المريكبات
جبل المريكبات يقع الجبل في مدينة الدمام بشارع النعمان بن بشير، ويعد من المعالم الطبيعية بالمدينة. وُضع جبل المريكبات داخل منتزه على هيئته الطبيعية، ويعد من الجبال البيئية التاريخية. الجبل بالأساس هو منتزه بلدي يوفي حاجة رواد رياضة المشي في المدينة وفرصة تنزه لسكان حي المريكبات.

## التطوير
يشكل الجبل بعداً تاريخياً وبيئياً داخل مدينة الدمام، لذا تم تطوير منتزه عليه مع الاحتفاظ بوضعه الطبيعي دون تغيير. يحتوي المنتزه على أشجار وشجيرات متلائمة مع ظروف الموقع ومسطحات خضراء في الأماكن المنخفضة، وكراسي للجلوس ومظلات وملاعب للأطفال، ومضمار للمشي حول الجبل بطول كيلو مترين، يتخلله ممرات داخل المنتزه.

## وصلات خارجية
- معرض صور جبل المريكبات